# 諾克斯縣 (內布拉斯加州)
諾克斯县（英語：Knox County）是美國內布拉斯加州東北部的一個縣，北隔密蘇里河與南達科他州相望。面積2,952平方公里。根據美國2000年人口普查，共有人口9,374人。縣治申特（Center）。
成立於1857年，原名L'eau Qui Court，是法語對奈厄布拉勒河的稱呼 (印第安語是「流水」的意思)。1873年4月1日改用今名，以紀念首任戰爭部長亨利·諾克斯。